# 小丸成洋
小丸 成洋（こまる しげひろ、1950年4月16日 - ）は、日本の実業家、福山通運代表取締役社長。元日本放送協会経営委員会委員長。

## 経歴
広島県福山市出身。日本大学生産工学部管理工学科卒業後、1974年福山通運に入社。入社後は運行管理部長、福山北支店長などを務め、1989年に取締役、1997年6月に代表取締役社長となった。
本業以外では福山通運関連会社の代表取締役や、NHK経営委員会委員長などを歴任。また日本交通心理学会会員として、交通安全関係の研究・著作活動も行っている。

## NHK経営委員長
NHK経営委員長は、富士フイルムの幹部だった古森重隆の後任として就任したが、2010年暮れ以降、「もう年だから」と退任することを決めていた福地茂雄の後任となる会長の選任を巡って、様々な問題を引き起こした。結局松本正之を後任に据えたことを契機に、混乱を引き起こした責任を取るとして委員長を辞任しただけでなく、政府に対しても経営委員自体の辞表を提出する羽目となった。

## 著書
- 『知っておきたいドライバー心理の落とし穴』（宇留野藤雄との共著：1996年／企業開発センター）
- 『ハンドルを持つあなたへ―育て養う安全の心』（結城多香子との共著：2001年／企業開発センター）